# Guillermo Lockhart

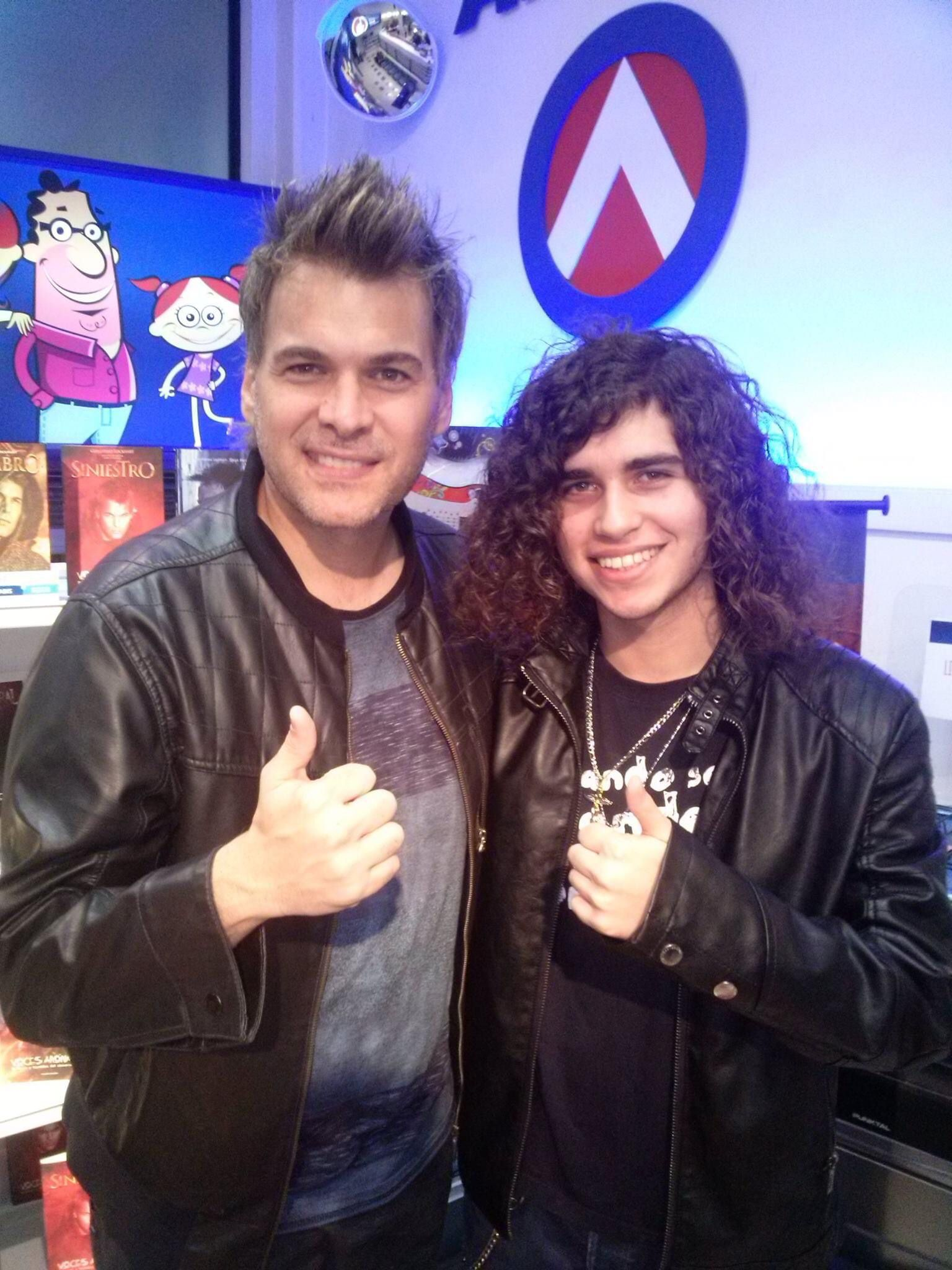
Guillermo Lockhart y Andy Rosano

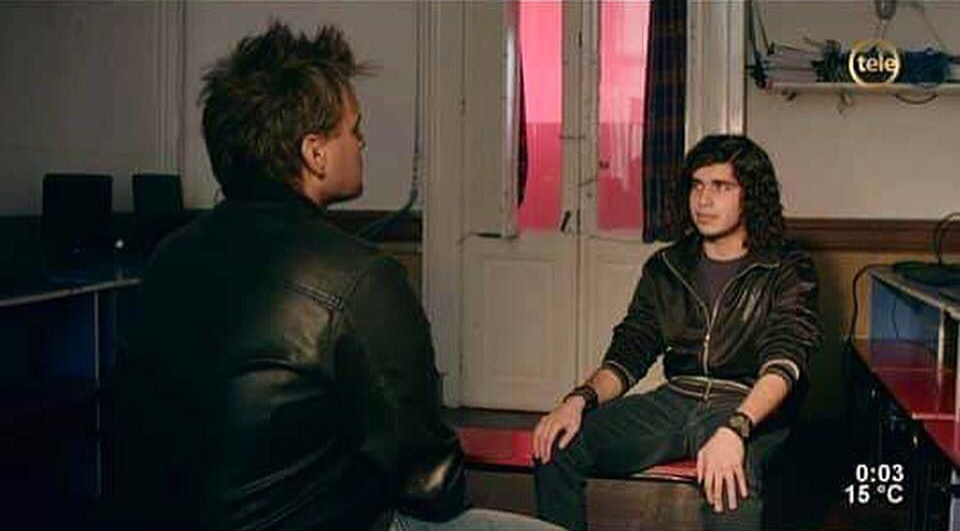
Andy Rosano como testimonio en Voces Anónimas 6

Guillermo Lockhart Quintana (Montevideo, 25 de agosto de 1976) es un presentador de televisión, cineasta y escritor uruguayo.

## Biografía
Nació en Montevideo en el seno de una familia de ascendencia escocesa.Hijo de Elena Quintana y Willy Lockhart, tiene tres hermanos. Cursó sus estudios secundarios en el colegio Instituto Crandon y continuó sus estudios terciarios en administración de empresas en la Universidad Católica de Uruguay.
Como modelo, hizo varias campañas, entre ellas para UFO y otras importantes marcas. Fue conductor de programas como “4 Estaciones” en Canal 5, y “Estilo” en Canal 10.
Trabajó como presentador en el programa "E! Travel" del canal E! Entertainment y en los programas "Historia Secreta" y "History Travel" del canal History Channel. 
Es conocido por ser el presentador, director y creador de la idea original del programa de televisión Voces Anónimas en Canal 12, desde el 2006 hasta el presente. El programa Voces Anónimas fue nominado a mejor documental y o testimonial por los Premios Iris en 2011 y 2012. En 2013 y 2015 estuvo entre  los cinco programas más vistos en Uruguay.
El programa lleva seis temporadas. La temporada 1 y 2 de Voces Ánonimas fueron dirigidas por Lockart y Marcelo Daniel Savio.
Sus libros Siniestro en 2013, Limbo en 2015, Dimensión secreta en 2018 y Terror psicológico en 2021 fueron galardonados con el Premio Libro de Oro en el mismo año en el que fueron publicados.
En 2019, fue coguionista de dos películas "A Night of horror" y "Asylum", junto a Mauro Croche.
En 2020, dirigió la película "El juego de las cien velas", que es guionada junto a Croche.
Está en pareja con Ángella Ferraz, con quien tiene dos hijos: Elena Soledad y Milo Guillermo Lockhart. Tiene un hermano, Ricardo, Diego.

## Libros
- 2008, Voces anónimas. Con historias de la primera y segunda temporada.
- 2009, Voces anónimas 2. Con historias de la primera y segunda temporada, más adelantos de historias de la tercera temporada.
- 2011, Voces anónimas (Oculto). Con historias que podrían haber salido al aire en temporadas anteriores.
- 2012, Voces anónimas 4. Con muchas más historias de este programa, pero sobre todo sobre la cuarta temporada.
- 2013, Voces anónimas (Siniestro). Con historias de la cuarta temporada y algunas nuevas.
- 2014, Voces anónimas (Macabro).
- 2015, Voces anónimas (Limbo).
- 2016, Voces anónimas (Sobrenatural).
- 2016, Voces anónimas (Resplandor).
- 2017, Voces anónimas (Críptico).
- 2017, Voces anónimas (Leyenda). Contiene los relatos que hicieron historia dentro de la popular serie Voces Anónimas.
- 2018, El Horror Que Vino Del Sur: Un Tributo Latino a Ramsey Campbell.
- 2018, Voces anónimas (Épico). Contiene relatos posiblemente incluidos en la sexta temporada.
- 2018, Voces anónimas (Dimensión secreta).
- 2019, Voces anónimas (Inframundo).
- 2020, Voces anónimas (Juegos prohibidos).
- 2020, Voces anónimas (El símbolo de la muerte); con Mauro Croche.
- 2021, Voces anónimas (Terror Psicológico).
- 2021, El misterio de Cabo Frío; con Mauro Croche.
- 2022, Voces del alma.
- 2024, El libro prohibido.

## Filmografía
- 2019, A Night of horror (guionista).
- 2019, Asylum (guionista).
- 2020, El juego de las cien velas (director y guionista).

## Premios
- 2009, fue galardonado con el Premio Telemedios 2010.
- 2011, nominado Premios Iris a mejor documental y o testimonial por Voces Anónimas.
- 2013, ganador del Premio Libro de Oro,[13] entregado por la Cámara Uruguaya del Libro.[14]
- 2015, ganador del Premio Libro de Oro, entregado por la Cámara Uruguaya del Libro.[15]
- 2021, ganador del Premio Libro de Oro, entregado por la Cámara Uruguaya del Libro.[16]
- 2023, ganador del Premio Libro de Oro.